# Visoške piramide
Visoške piramide, tudi bosanske piramide, so psevdoarheološka ideja pisca in arheologa Semirja Osmanagića, ki trdi, da se v bližini mesta Visoko v osrednji Bosni nahaja več piramid zgrajenih v davnini. Po njegovih trditvah je 213 metrov visok hrib Visočica, zaradi njegove razmeroma pravilne geometrije, pravzaprav starodavna »piramida Sonca«, ki naj bi jo verjetno zgradili starodavni Iliri pred približno 12.000 leti. Čeprav so njegove trditve odločno zavrnili znanstveniki, Osmanagić nadaljuje s promocijo regije kot turistične atrakcije.

## Osmanagićeve trditve
Semir Osmanagić, v ZDA znan tudi kot Sam Osmanagich, je bosanski poslovnež, ki danes prebiva v kraju Houston, v ameriški zvezni državi Teksas in od leta 2005 trdi, da so hribi pri kraju Visoko, severozahodno od Sarajeva, največje človeške zgradbe na planetu.
Trditve so vzbudile precejšnjo pozornost mednarodne javnosti po široko zastavljeni medijski kampanji za promocijo najdbe leta 2005; Osmanagić je s podporniki ustanovil fundacijo Arheološki park: Bosanska piramida sonca, ki nadaljuje z izkopavanji ter promovira razlago, da gre za daleč največjo in najstarejšo piramido človeške izdelave na svetu (za primerjavo, Keopsova piramida pri Gizi je visoka 147 m, datirajo jo v leto 2550 pr.n.št.), ki bo zahtevala popolno revizijo trenutno uveljavljene razlage evropske zgodovine. Kasneje so s pomočjo zračnih posnetkov identificirali še dva podobna hriba v bližini in ju poimenovali »Piramida Meseca« in »Piramida (bosanskega) zmaja«, omenjajo pa še več drugih. Njihov obstoj povezujejo z mističnimi energijami.

## Odziv arheološke stroke
Konsenz arheološke stroke je, da gre za popolnoma naravne tvorbe in da ni dokazov o človeški gradnji. Sodeč po geološki analizi je hrib, podobno kot okolica, sestavljen iz plasti klastičnih kamnin brez »anomalij«, o katerih govori Osmanagić. Enako velja za strukture, ki so jih podporniki ideje proglasili za tlakovce pri vhodu in predore pod »piramido«. Obstoj takšnega dela človeških rok ni smiseln niti arheološko - celoten Balkan je pred 12.000 leti doživljal obdobje zadnjega ledenodobnega maksimuma z izjemno suhim in hladnim podnebjem, poseljevale pa so ga paleolitske skupnosti lovcev in nabiralcev, od katerih so v okolici ostali številni materialni ostanki.

## Kritike Osmanagićevega pristopa
Številnih kritik je deležna tudi Osmanagićev senzacionalistični pristop in v nekaterih primerih zavajanje, s katerim daje javnosti vtis večje kredibilnosti, kot jo njegove raziskave imajo. Kritiki izpostavljajo, da fundacija s svojimi posegi ogroža srednjeveška najdišča na hribu in okolici. Javno se je oglasilo tudi več znanih arheologov, ki jih je fundacija lažno navedla kot sodelavce ali podpornike projekta.